# Eparquía de San Marón de Brooklyn
La eparquía de San Marón de Brooklyn (en latín: Eparchia Sancti Maronis Bruklyniensis Maronitarum y en inglés: Maronite Catholic Eparchy of Saint Maron of Brooklyn) es una circunscripción eclesiástica de la Iglesia católica en Estados Unidos. Se trata de una eparquía maronita inmediatamente sujeta a la Santa Sede. Desde el 10 de enero de 2004 su eparca es Gregory John Mansour.

## Territorio y organización
La eparquía extiende su jurisdicción sobre los fieles católicos maronitas residentes en el Distrito de Columbia y en 16 estados: Carolina del Norte, Carolina del Sur, Connecticut, Delaware, Florida, Georgia, Maine, Maryland, Massachusetts, Nuevo Hampshire, Nueva Jersey, Nueva York, Pensilvania, Rhode Island, Vermont y Virginia.
La sede de la eparquía se encuentra en la ciudad de Brooklyn, en donde se halla la Catedral de Nuestra Señora del Líbano.
En 2020 en la eparquía existían 36 parroquias y misiones:
- San Antonio en Danbury, Connecticut;
- Nuestra Señora del Líbano en Waterbury, Connecticut;
- San Marón en Torrington, Connecticut;
- Nuestra Señora del Líbano en Washington, Distrito de Columbia;
- Nuestra Señora del Líbano en Miami, Florida;
- San Judas en Orlando, Florida;
- Sagrado Corazón de Jesús en Fort Lauderdale, Florida;
- San José en Sandy Springs, Georgia;
- San José en Waterville, Maine;
- Santa Teresa en Brockton, Massachusetts;
- San Antonio del Desierto en Fall River, Massachusetts;
- Nuestra Señora de los Cedros en Jamaica Plains, Boston, Massachusetts;
- San Antonio en Lawrence, Massachusetts;
- Nuestra Señora del Purgatorio en New Bedford, Massachusetts;
- San Antonio en Springfield, Massachusetts;
- Nuestra Señora de la Merced en Worcester, Massachusetts;
- San Jorge en Dover, Nuevo Hampshire;
- San Chárbel en Somerset, Nueva Jersey;
- Catedral Nuestra Señora del Líbano en Brooklyn, Nueva York;
- San Juan Pablo II en Sleepy Hallow, Nueva York;
- San José en Olean, Nueva York;
- Santa Ana en Watervliet, Nueva York;
- San Luis Gonzaga en Utica, Nueva York;
- San Juan Marón en Williamsville, Nueva York;
- San Miguel Arcángel en Fayetteville, Carolina del Norte;
- Nuestra Señora del Líbano en Easton, Pennsylvania;
- Nuestra Señora de la Victoria en Carnegie, Pennsylvania;
- Santa Ana en Scranton, Pennsylvania;
- San Juan Bautista en New Castle, Pennsylvania;
- San Jorge en Uniontown, Pennsylvania;
- San Antonio/ San Jorge en Wilkes-Barre, Pennsylvania;
- San Marón en Filadelfia, Pennsylvania;
- San Chárbel en Newtown Square, Pennsylvania;
- San Jorge en Cranston, Rhode Island;
- San Antonio en Glen Allen, Richmond, Virginia;
- San Elías en Roanoke, Virginia.

- Misión de la Madre de la Luz en Tequesta, Florida
- Misión de San Marón en Jacksonville, Florida
- Misión de los Santos Pedro y Pablo en Tampa, Florida;
- Misión San Chárbel en Raleigh, Carolina del Norte;
- Misión San Esteban en Charlotte, Carolina del Norte;
- Misión Santa Teresa de Calcuta en Darlington, Pennsylvania;
- Misión de Santa Rafka en Greer, Carolina del Sur;

## Historia
La inmigración maronita a Estados Unidos comenzó a fines del siglo XIX.
El exarcado apostólico de los Estados Unidos de América para los fieles de rito maronita fue erigido por el papa Pablo VI mediante la bula Cum supremi el 10 de enero de 1966, como sufragáneo de la arquidiócesis de Detroit.

Quoniamque fideles ritus Antiocheni Maronitarum frequentes iam in Foederatis Americae Septemtrionalis Civitatibus exstant iisque propius assistere oportet, visum est Nobis maxima cum utilitate posse iisdem provideri, apostolico ibidem exarchatu constituto. De sententia ideo venerabilis Fratris Nostri S. R. E. Cardinalis, qui est a publicis Ecclesiae negotiis, deque suprema potestate Nostra novum exarchatum apostolicum in ea Ditione condimus, fidelibus scilicet iuvandis ritus Antiocheni Maronitarum, qui metropolitanae Sedi Detroitensi suffraganei instar erit, cuiusque sedes in urbe vulgo Detroit ponetur, templum autem exarchale sacra aedes habebitur Deo dicata in honorem Sancti Maronis, eadem in urbe exstans.

El 29 de noviembre de 1971 mediante la bula Quae spes del papa Pablo VI el exarcado fue elevado a eparquía con el nombre de San Marón de Detroit.

Auditis igitur hoc super negotio sive Patriarcha Antiocheno Maronitarum, sive Episcoporum coetu Foederatarum Civitatum Americae Septemtrionalis, sive Delegato Apostolico inibi insidente, de sententia praeterea venerabilis Fratris Nostri S. R. E. Cardinalis Praefecti Sacrae Congregationis pro Ecclesiis Orientalibus deque apostolica Nostra potentate, exarchatum apostolicum quem diximus ad dignitatem eparchiae evehimus, nomine Sancti Maronis Detroitensis pro Maronitis, quam Apostolicae Sedi directe subiectam constituimus, firma tamen declaratione Sacrae Congregationis pro Ecclesiis Orientalibus, die quinto et vicesimo mensis Martii, anno millesimo nongentesimo septuagesimo, significata de rationibus habendis cum Patriarchatu. Sic conditae eparchiae series in urbe Detroito erit, in qua episcopus et domicilium suum et magisterii cathedram, templum videlicet eparchiale, habebit.

El 27 de junio de 1977 la sede fue trasferida de Detroit a Brooklyn y la eparquía recibió su nombre actual.

Exc.mus P. D. Franciscus M. Zayek, Episcopus Ecclesiae S. Maronis Detroitensis pro fidelibus ritus Antiocheni Maronitarum in Foederatis Americae Septentrionalis Civitatibus, quo tutius atque aptius animarum bono consuleret, postulavit ut episcopalis sedes ab urbe Detroitensi ad urbem Bruklyniensem transferatur et paroeciale templum Deo in honorem Nostrae Dominae a Libano in tali Urbe dicatum titulo ac dignitate Ecclesiae Cathedralis decoretur. Postulavit etiam ut nova sedes titulo Sancti Maronis Bruklyniensis pro fidelibus ritus Antiocheni Maronitarum in iisdem Americae Septentrionalis Foederatis Civitatibus denominetur.

El 10 de diciembre de 1982 Juan Pablo II concedió el título de arzobispo ad personam a Zayek como reconocimiento por su labor.
El 12 de marzo de 1994 cedió la mayor parte de su territorio, que era todo Estados Unidos, para la erección de la eparquía de Nuestra Señora del Líbano de Los Ángeles mediante la bula Cum supremi del papa Pablo VI.

## Estadísticas
Según el Anuario Pontificio 2021 la eparquía tenía a fines de 2020 un total de 23 939 fieles bautizados.
| Año                                                                             | Población            | Población | Población      | Sacerdotes | Sacerdotes    | Sacerdotes    | Bautizados por sacerdote | Diáconos permanentes | Religiosos | Religiosos | Parroquias |
| Año                                                                             | Bautizados católicos | Total     | % de católicos | Total      | Clero secular | Clero regular | Bautizados por sacerdote | Diáconos permanentes | Varones    | Mujeres    | Parroquias |
| ------------------------------------------------------------------------------- | -------------------- | --------- | -------------- | ---------- | ------------- | ------------- | ------------------------ | -------------------- | ---------- | ---------- | ---------- |
| 1966                                                                            | 125 000              | ?         | ?              | 55         | 53            | 2             | 2272                     |                      |            | 5          | 45         |
| 1976                                                                            | 152 000              | ?         | ?              | 66         | 66            |               | 2303                     |                      |            | 5          | 44         |
| 1980                                                                            | 30 800               | ?         | ?              | 64         | 62            | 2             | 481                      | 3                    | 8          | 8          | 48         |
| 1990                                                                            | 52 399               | ?         | ?              | 86         | 79            | 7             | 609                      | 10                   | 7          | 5          | 54         |
| 1999                                                                            | 30 000               | ?         | ?              | 72         | 62            | 10            | 416                      | 12                   | 13         | 6          | 34         |
| 2000                                                                            | 30 000               | ?         | ?              | 53         | 43            | 10            | 566                      | 12                   | 16         | 5          | 34         |
| 2001                                                                            | 30 000               | ?         | ?              | 57         | 47            | 10            | 526                      | 12                   | 14         | 2          | 33         |
| 2002                                                                            | 30 000               | ?         | ?              | 55         | 45            | 10            | 545                      | 12                   | 14         | 2          | 33         |
| 2003                                                                            | 30 000               | ?         | ?              | 65         | 53            | 12            | 461                      | 14                   | 19         | 2          | 34         |
| 2004                                                                            | 30 000               | ?         | ?              | 61         | 50            | 11            | 491                      | 13                   | 19         | 2          | 34         |
| 2009                                                                            | 33 000               | ?         | ?              | 61         | 50            | 11            | 540                      | 14                   | 15         | 1          | 34         |
| 2010                                                                            | 33 000               | ?         | ?              | 61         | 50            | 11            | 540                      | 17                   | 16         | 1          | 34         |
| 2014                                                                            | 33 000               | ?         | ?              | 65         | 53            | 12            | 507                      | 17                   | 20         | 2          | 34         |
| 2017                                                                            | 35 000               | ?         | ?              | 66         | 55            | 11            | 530                      | 20                   | 19         | 3          | 34         |
| 2020                                                                            | 23 939               | ?         | ?              | 67         | 56            | 11            | 357                      | 25                   | 20         | 3          | 36         |
| Fuente: Catholic-Hierarchy, que a su vez toma los datos del Anuario Pontificio. |                      |           |                |            |               |               |                          |                      |            |            |            |

## Episcopologio
- Francis Mansour Zayek † (27 de enero de 1966-11 de noviembre de 1996 retirado)
- Stephen Hector Youssef Doueihi † (11 de noviembre de 1996-10 de enero de 2004 retirado)
- Gregory John Mansour, desde el 10 de enero de 2004